# 樟盤粉蝨
樟盤粉蝨（学名：Aleurodicus machili）为粉蝨科盤粉蝨屬下的一个种。